# یک پنج‌شنبه
یک پنج‌شنبه (به انگلیسی: A Thursday) فیلمی هندی در سبک انتقام‌جویانه دلهره‌آور محصول سال ۲۰۲۲ و به کارگردانی بهزاد کامباتا است. در این فیلم بازیگرانی همچون یامی گوتام، آتول کولکارنی، نیها دوپیا، دیمپل کاپادیا و کارانویر شارما ایفای نقش کرده‌اند.